# Список кавалеров ордена Святого Александра Невского эпохи Екатерины I

## Кавалеры эпохи Екатерины I
1. 21 мая 1725 — Бон, Герман Иоганн де, генерал-лейтенант. Умер в апреле 1744 года.
2. 21 мая 1725 — Ласси, Пётр Петрович, генерал-лейтенант, бывший потом граф и генерал-фельдмаршал[1].
3. 21 мая 1725 — Головин, Иван Михайлович, генерал-кригскомиссар флота. Умер в 1738 году.
4. 21 мая 1725 — Чернышёв, Григорий Петрович, генерал-майор[1].
5. 21 мая 1725 — Волков, Михаил Яковлевич, генерал-майор. Умер в 1752 году.
6. 21 мая 1725 — Ушаков, Андрей Иванович, генерал-майор[1].
7. 21 мая 1725 — Дмитриев-Мамонов, Иван Ильич, генерал-майор.
8. 21 мая 1725 — Юсупов, Григорий Дмитриевич, генерал-майор, а потом генерал-аншеф и сенатор. Умер 2 сентября 1730 года.
9. 21 мая 1725 — Салтыков, Семён Андреевич, генерал-майор[1].
10. 21 мая 1725 — Девиер, Антон Мануилович, генерал-майор, а потом генерал-лейтенант и граф[2].
11. 21 мая 1725 — Лихарев, Иван Михайлович, бригадир. Умер в чине генерал-лейтенанта в 1728 году[3].
12. 21 мая 1725 — Нарышкин, Семён Григорьевич, обер-гофмейстер цесаревны Анны Петровны, умер в  1747 году[4].
13. 21 мая 1725 — Сиверс, Пётр Иванович, вице-адмирал.
14. 21 мая 1725 — Змаевич, Матвей Христофорович, вице-адмирал. Умер в 1735 году.
15. 21 мая 1725 — Сенявин, Наум Акимович, шаутбенахт.
16. 21 мая 1725 — Штамбке, Андреас Эрнст[нем.], голштинский гоф-канцлер [5].
17. 21 мая 1725 — Платен (нем. Platen), голштинский гофмаршал[5].
18. 21 мая 1725 — Алефельд, Клаус (нем. Claus von Ahlefeldt (1675—1745)), голштинский обер-егермейстер, умер в 1742 году[5].
19. 21 мая 1725 — Бонде, Нильс[швед.], граф, голштинский обер-камергер, умер в 1761 году[5].
20. 30 июня 1725 — Матюшкин, Михаил Афанасьевич, генерал-поручик, к коему орден послан в Гилян. Умер генерал-аншефом 17 апреля 1737 года, на 62 году от рождения.
21. 30 августа 1725 — Екатерина I Алексеевна, в день Святому Александру Невскому посвящённый не только сама впервые возложила на себя сей орден, но и другим особам имевшим уже орден Святого Андрея, иностранным и российским оный тогда пожаловала[1][6].
22. 30 августа 1725 — герцог Карл Фридрих Гольштейн-Готторпский[1].
23. 30 августа 1725 — Меншиков, Александр Данилович, генерал-фельдмаршал[1].
24. 30 августа 1725 — Головкин, Гавриил Иванович, граф, канцлер[1].
25. 30 августа 1725 — Голицын, Михаил Михайлович, князь, генерал-фельдмаршал[1].
26. 30 августа 1725 — Репнин, Аникита Иванович, князь, генерал-фельдмаршал[1].
27. 30 августа 1725 — Алларт, Людвиг Николай, барон, генерал-аншеф[1].
28. 30 августа 1725 — Брюс, Яков Вилимович, граф, генерал-фельдцейхмейстер и сенатор[1].
29. 30 августа 1725 — Флемминг, Якоб Генрих фон граф, польско-саксонский генерал-фельдмаршал и  министр[1].
30. 30 августа 1725 — Фицтум фон Экстедт, Фридрих, граф, польско-саксонский министр[1].
31. 30 августа 1725 — Апраксин, Фёдор Матвеевич, граф, генерал-адмирал[1].
32. 30 августа 1725 — Людвиг-Рудольф, герцог Брауншвейг-Вольфенбюттельский и Бланкенбургский[1].
33. 30 августа 1725 — Август II, король польский[1].
34. 30 августа 1725 — Фредерик IV, король датский[1].
35. 30 августа 1725 — герцог Карл Леопольд Мекленбург-Шверинский[1].
36. 30 августа 1725 — Куракин, Борис Иванович, князь, тайный советник[1].
37. 30 августа 1725 — Толстой, Пётр Андреевич, действительный тайный советник[1].
38. 30 августа 1725 — Грумбков Фридрих Вильгельм, прусский генерал-лейтенант[1].
39. 30 августа 1725 — Ягужинский, Павел Иванович, генерал-лейтенант и генерал-прокурор[1].
40. 30 августа 1725 — Де Боннак, Жан Луи д’Юссон, маркиз, французский в Константинополе министр[1].
41. 30 августа 1725 — Бутурлин, Иван Иванович, генерал и гвардии Преображенского полка подполковник[1][7].
42. 30 августа 1725 — Бассевич, Геннинг Фридрих младший, граф, голштинский первый министр и обер-гофмаршал[1].
43. 30 августа 1725 — Олсуфьев, Матвей Дмитриевич, обер-гофмейстер, умер в 1753 году.
44. 30 ноября 1725 — Цедергельм, Йозеф, барон, шведский в России полномочный посол[1].
45. 30 ноября 1725 — Ромодановский, Иван Фёдорович, князь, действительный тайный советник[1].
46. 30 ноября 1725 — Гордон, Томас, российского корабельного флота вице-адмирал, бывший потом адмирал, умер в 1741 году.
47. 6 января 1726 — Мардефельд, Густав фон, барон, прусский в России чрезвычайный посланник[1].
48. 6 января 1726 — Миних, Бурхард Кристоф, генерал-лейтенант, бывший потом граф и генерал-фельдмаршал[1][8].
49. 6 января 1726 — Румянцев, Александр Иванович, генерал-майор[1][9].
50. 6 января 1726 — Кропотов, Гаврила Семёнович, генерал-майор, умер в 1730 году.
51. 22 марта 1726 — Сапега, Ян Казимир, граф, генерал-фельдмаршал[1].
52. 22 марта 1726 — Сапега, Антоний Казимир, граф, польский мерецкий староста, двоюродный брат генерал-фельдмаршала Сапеги[10].
53. 30 августа 1726 — Лефорт, Иоганн (нем. Johann le Fort), польский в России чрезвычайный посланник.
54. 15 октября 1726 — Сапега, Пётр Павел, граф, камергер, бывший жених Марии Александровны Меншиковой[1].
55. 30 ноября 1726 — Пётр Алексеевич, великий князь, будущий император Пётр II[1].
56. 30 ноября 1726 — Карл-Август, Голштинский принц (1706—1727), Любекский епископ[1].
57. 30 ноября 1726 — Бюсси-Рабютен, Амадеус де, граф, австрийско-цесарский в России министр. Умер в Санкт-Петербурге 28 августа 1727 года[1].
58. 30 ноября 1726 — Левенвольде, Рейнгольд Густав фон, граф, камергер, потом обер-гофмаршал[1][11].
59. 10 декабря 1726 — Вестфален, Ганс Георг (нем. Hans Georg von Westphalen) датский в России посланник.
60. 10 декабря 1726 — Тинен, Генрих фон  (нем. Heinrich von Thienen (1686—1737)?)., цесарский гофрат.
61. 10 декабря 1726 — Клаузенгейм, Маттиас[нем.] фон, цесарский советник, бывший потом голштинского двора министр. Умер в 1744 году.
62. 10 декабря 1726 — Брокдорф, Карл Фридрих фон (нем. Carl Friedrich von Brockdorff), голштинский тайный советник и ландрат. Умер в феврале 1742 года.
63. 10 декабря 1726 — Ребсдорф, Иоанн Адольф фон (нем. Johann Adolf von Rebersdorf), голштинский обер-камергер.
64. 1 января 1727 — Адольф Фредрик, принц Голштейн-Готторпский, бискуп Любекский (бывший потом шведский король)[1].
65. 1 января 1727 — Голицын, Дмитрий Михайлович, князь, действительный тайный советник и сенатор[1][12]